# Eta Muscae
Eta Muscae (η Muscae, η Mus) é uma estrela múltipla na constelação de Musca. Tem uma magnitude aparente de 4,774, sendo visível a olho nu em boas condições de visualização. Com base em medições de paralaxe, está localizada a aproximadamente 383 anos-luz (117 parsecs) da Terra.
As duas principais estrelas do sistema, denominadas Eta Muscae A, formam uma binária eclipsante com um tipo espectral de B8 V. Estão separadas por 14,11 vezes o raio solar e têm uma órbita quase circular com uma excentricidade de 0,0016 e período de 2,396 dias. São estrelas quase idênticas com massa de 3,30 e 3,29 massas solares e raio de 2,14 e 2,13 raios solares. Emitem 107 e 100 vezes mais luminosidade que o Sol a uma temperatura efetiva de 12 700 e 12 550 K, que lhes dá a coloração azul-branca típica de estrelas de classe B.
A uma distância angular de 60 segundos de arco está Eta Muscae B, uma estrela de magnitude aparente 7,3 e classe espectral A1, que apresenta quantidades anormais dos elementos estrôncio, crômio e európio. Apesar de sua velocidade radial parecer indicar que não está gravitacionalmente ligada a Eta Muscae A, sua paralaxe e movimento próprio, medidos com precisão pela sonda Gaia, são aproximadamente iguais ao do par primário. A 2,71 segundos de arco do componente primário está Eta Muscae C, uma estrela de magnitude 10 da pré-sequência principal com massa de 0,88 massas solares e temperatura efetiva de 4 900 K. Não se sabe se esta estrela está relacionada gravitacionalmente à binária. Por outro lado, de acordo com Eggleton et al. (2008), as duas estrelas estão ligadas a Eta Muscae A. Se esse for o caso, Eta Muscae B e C têm um período orbital de 200 mil e 3 mil anos, respectivamente.
Eta Muscae provavelmente pertence ao subgrupo Centaurus-Crux Inferior da Associação Scorpius–Centaurus, a associação OB mais próxima do Sol.